# Fondation Palau
La Fondation Palau (en catalan et officiellement : Fundació Palau) est un centre d'art et d'expositions situé dans la ville de Caldes d'Estrac, dans la comarque du Maresme, en Catalogne. 

## Historique et présentation

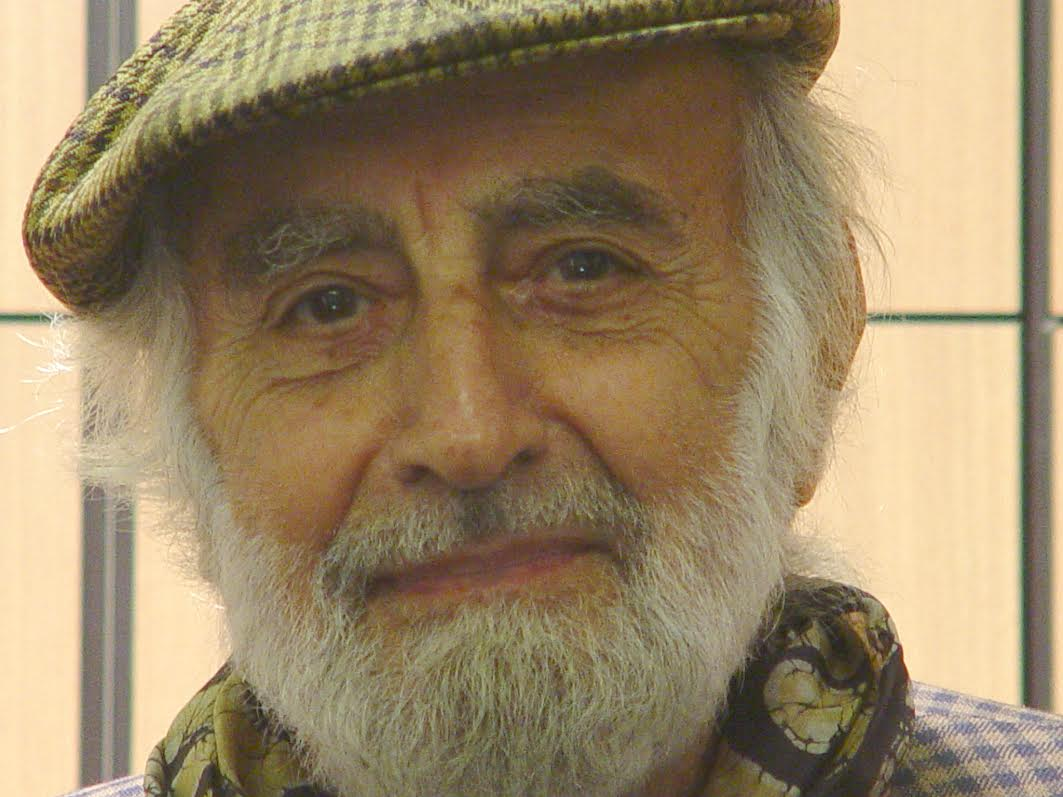
Josep Palau i Fabre (1917-2008).

Inauguré en 2003, la fondation a pour objectif d'exposer et de diffuser la collection d'art du poète et écrivain Josep Palau i Fabre, ainsi que ses archives.
Elle est notamment connue pour son fonds documentaire et bibliographique sur le peintre Pablo Picasso.
La Fondation Palau fait partie du réseau des musées d'Art de Catalogne. 
Elle présente également les œuvres d'autres artistes, comme Perejaume, Miquel Barceló, Joaquín Torres García, Isidre Nonell, Manuel Humbert, Ismael Smith, Albert Ràfols-Casamada, Antoni Tàpies, Pablo Gargallo, Manolo Hugué, Joan Rebull et Joaquím Sunyer.et Pepe Yagües. 
De nos jours, la Fondation Palau est considérée comme le deuxième musée de Catalogne exposant le travail de Picasso, après le Musée Picasso de la rue Montcada du quartier gothique de Barcelone.

## Expositions temporaires
En 2023, la Fondation Palau présente l'exposition Converses amb Blai Bonet i Picasso en hommage au poète Blai Bonet.

## Galerie

La Fondation Palau de Caldes d'Estrac
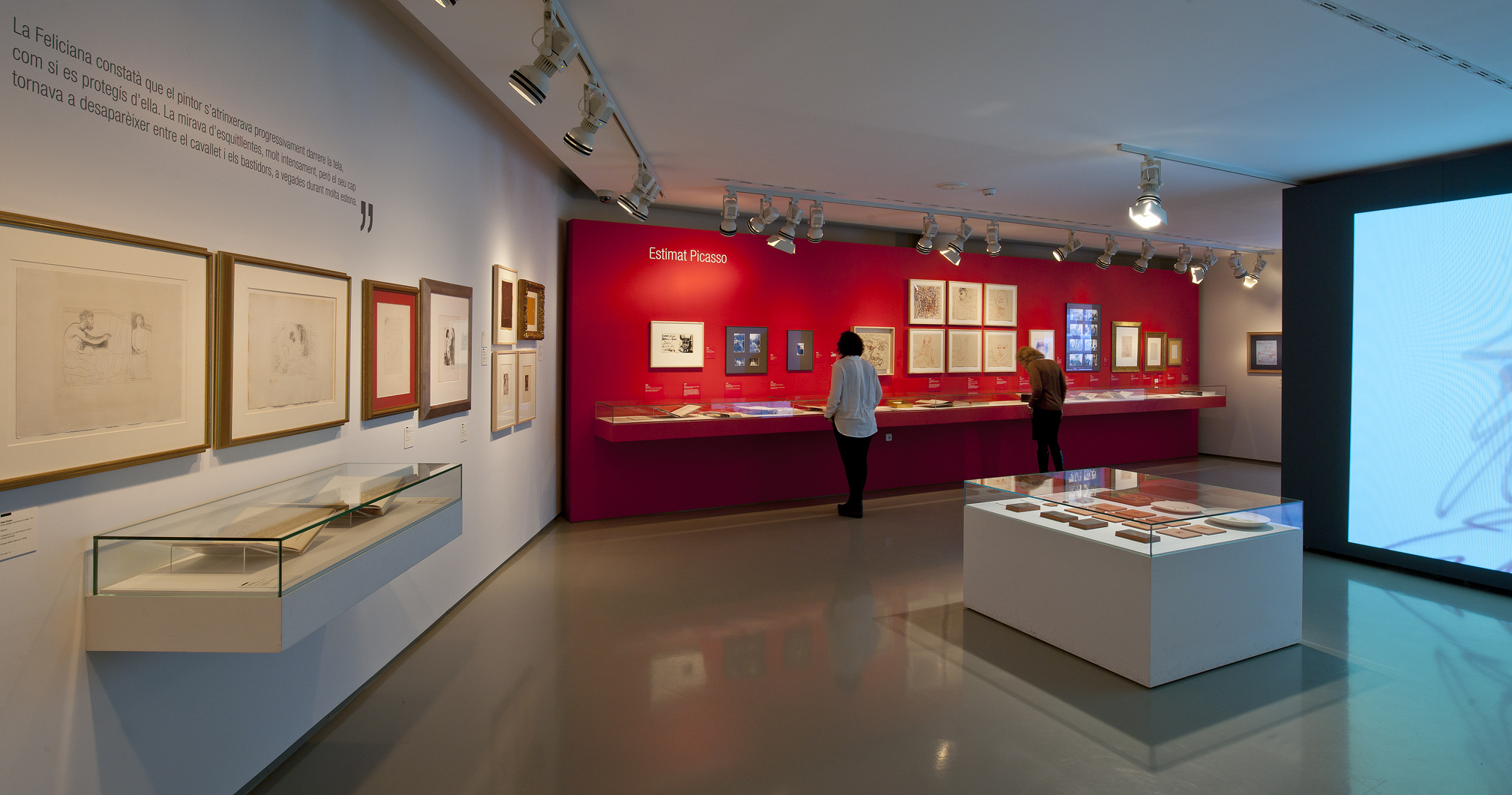
Salle Estimat Picasso (en français : Cher Picasso).
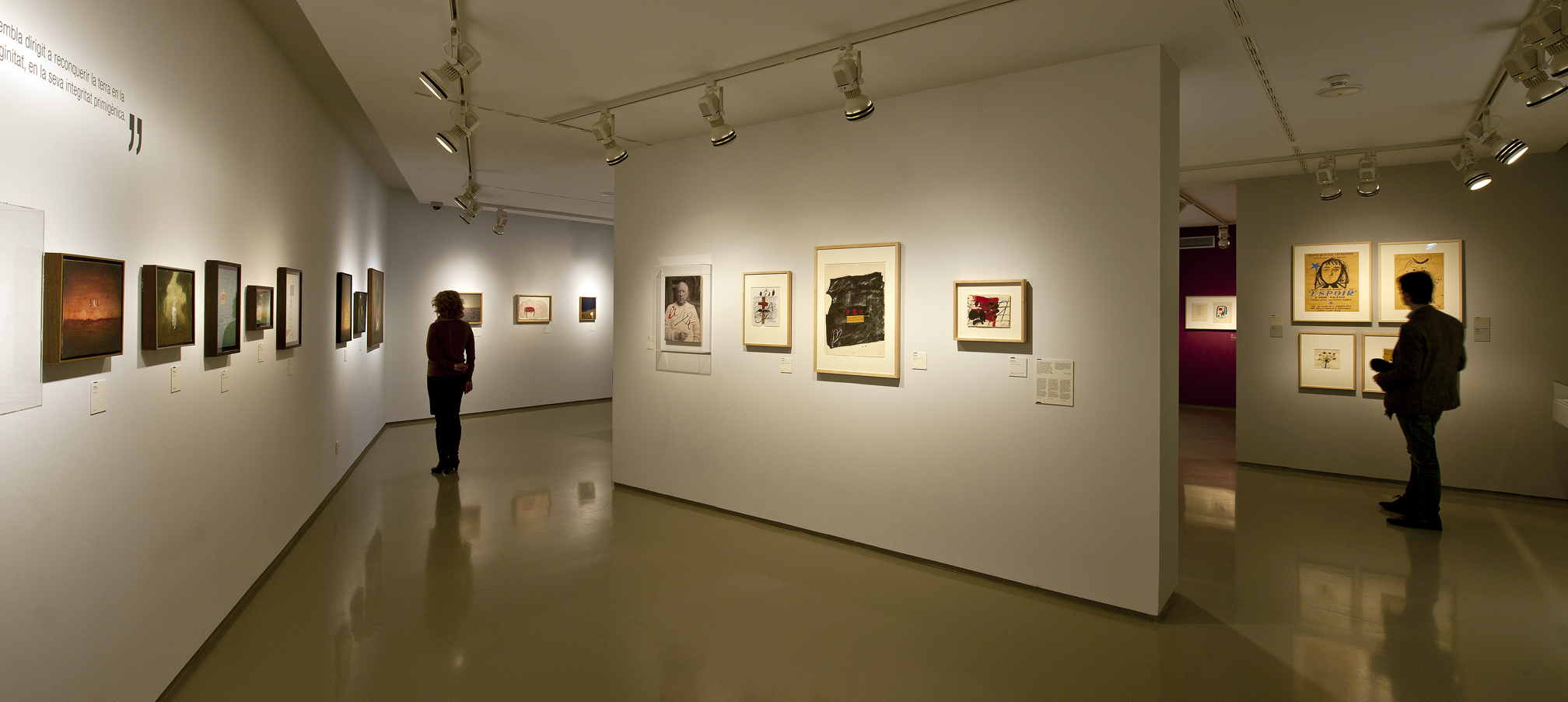
Salle En Defensa de l’Avantguarda (en français : En défense de l'avant-garde).
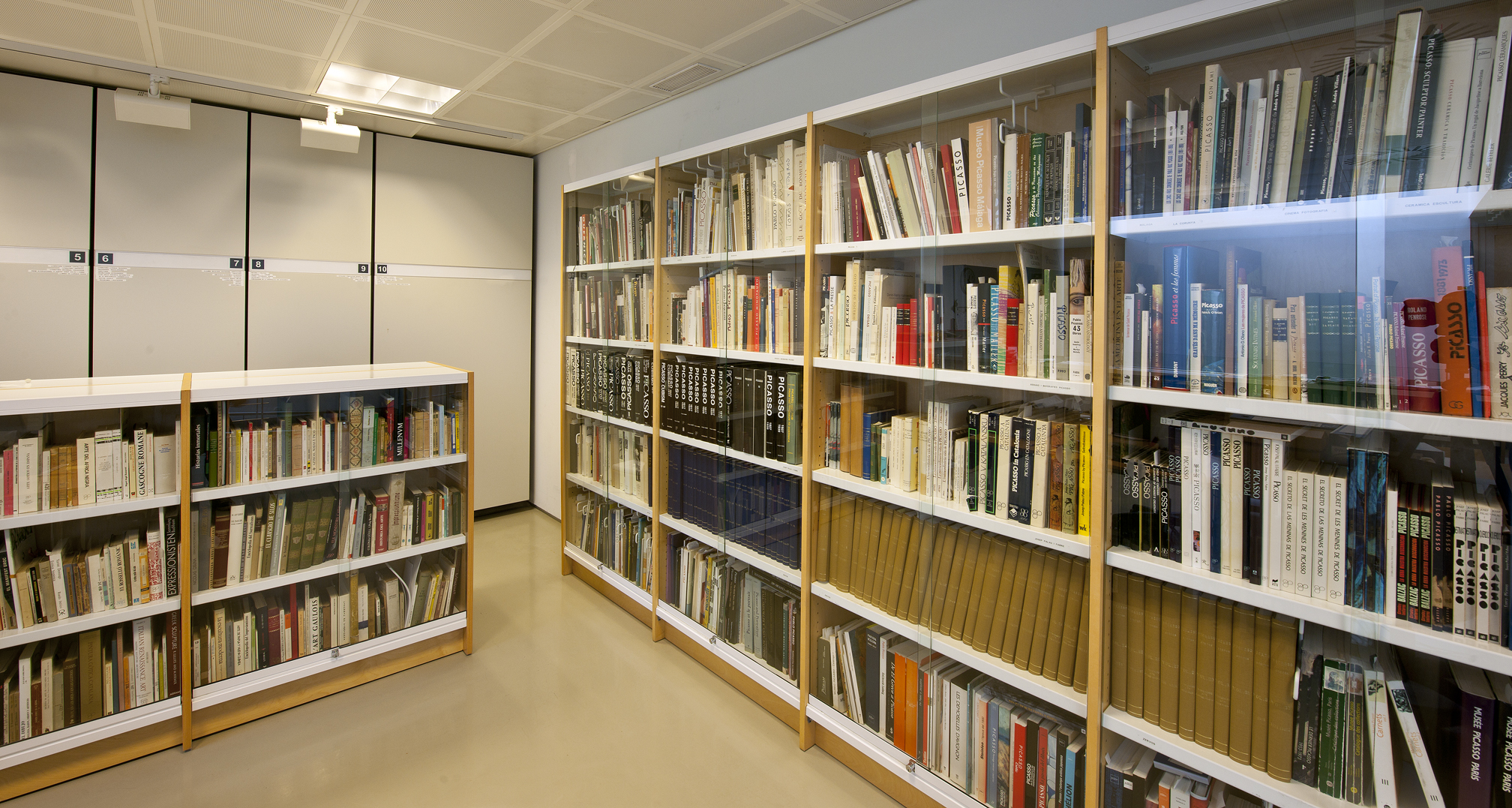
Bibliothèque et fonds documentaires.
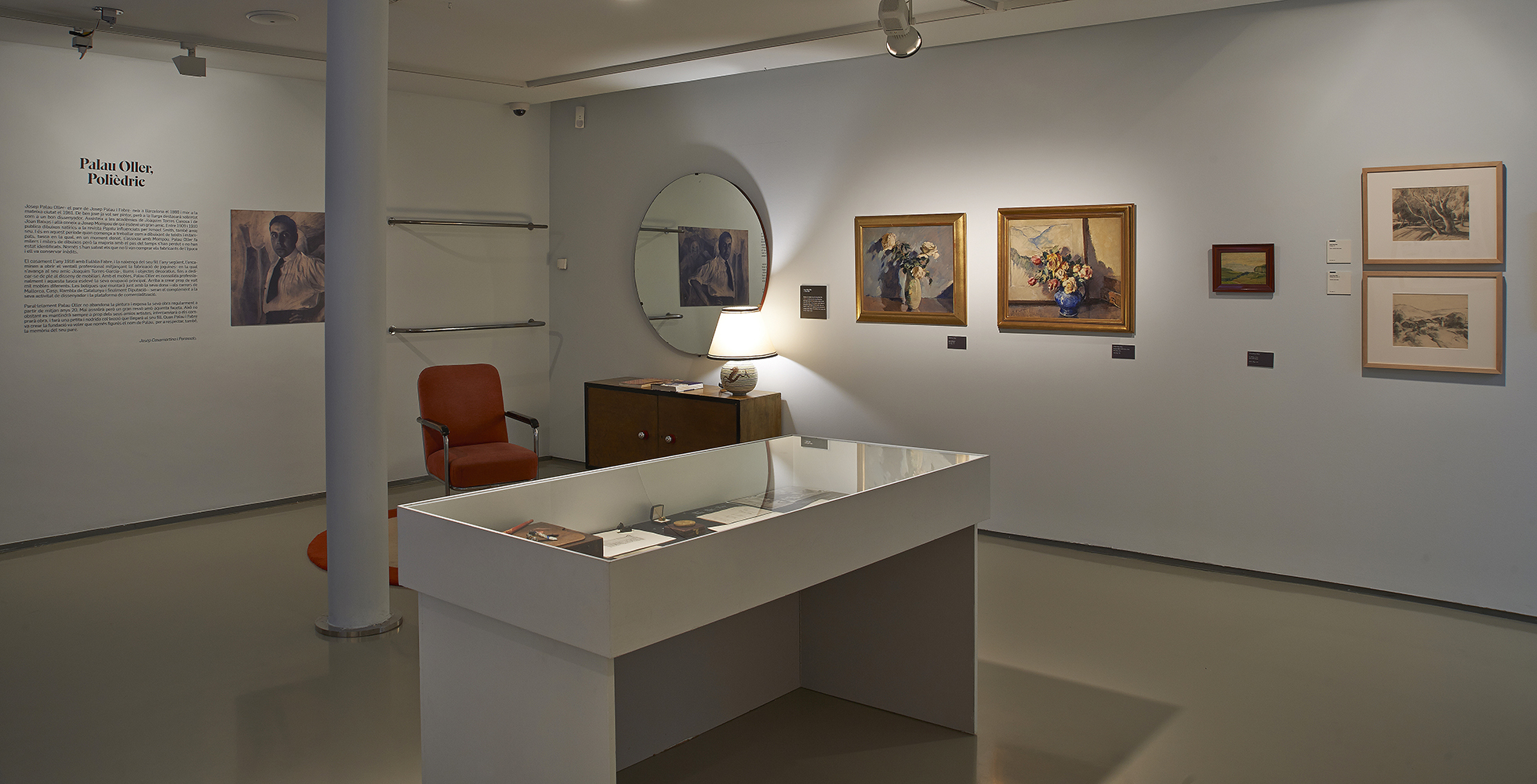
Salle Palau i Oller.
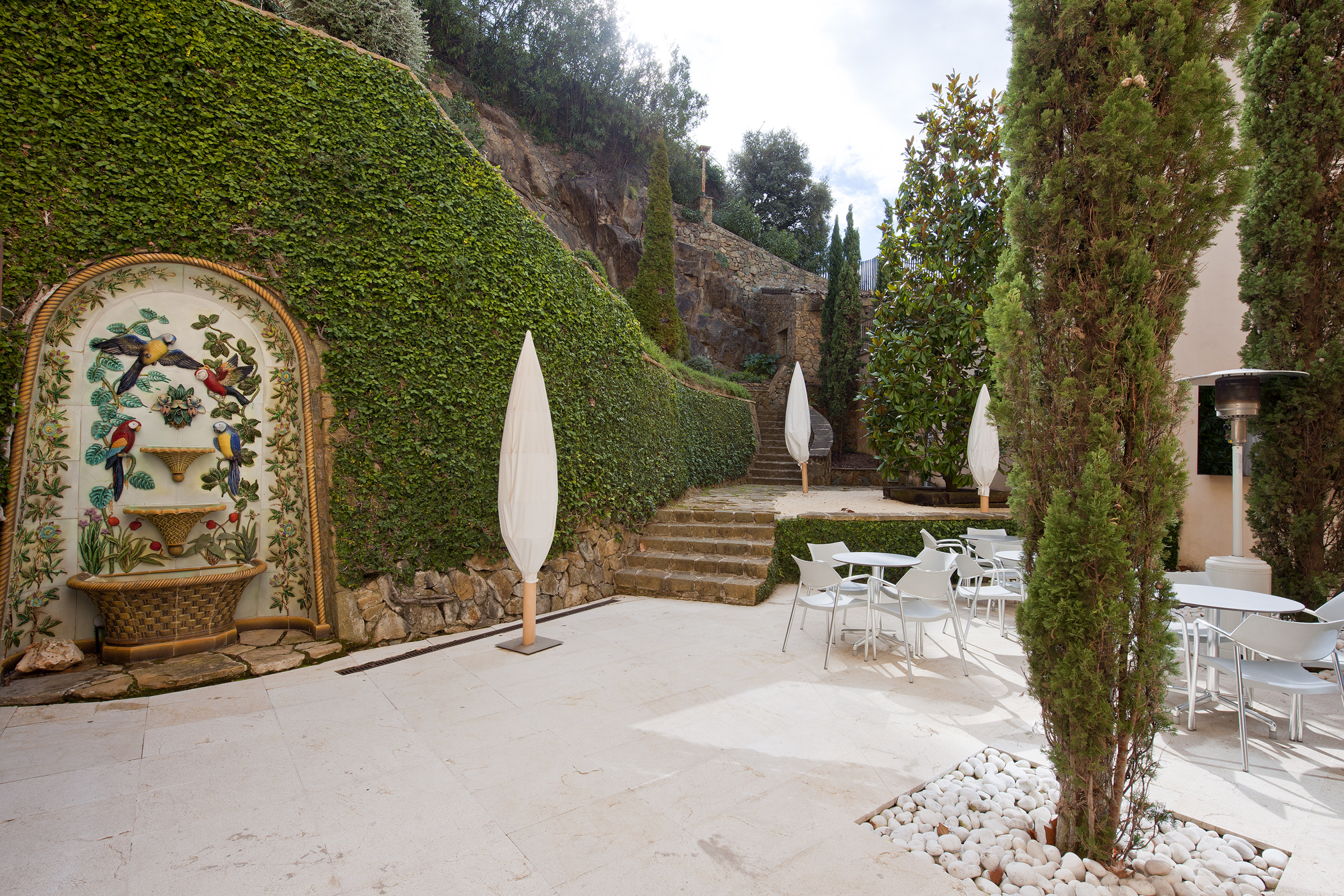
Patio de la Fondation Palau.
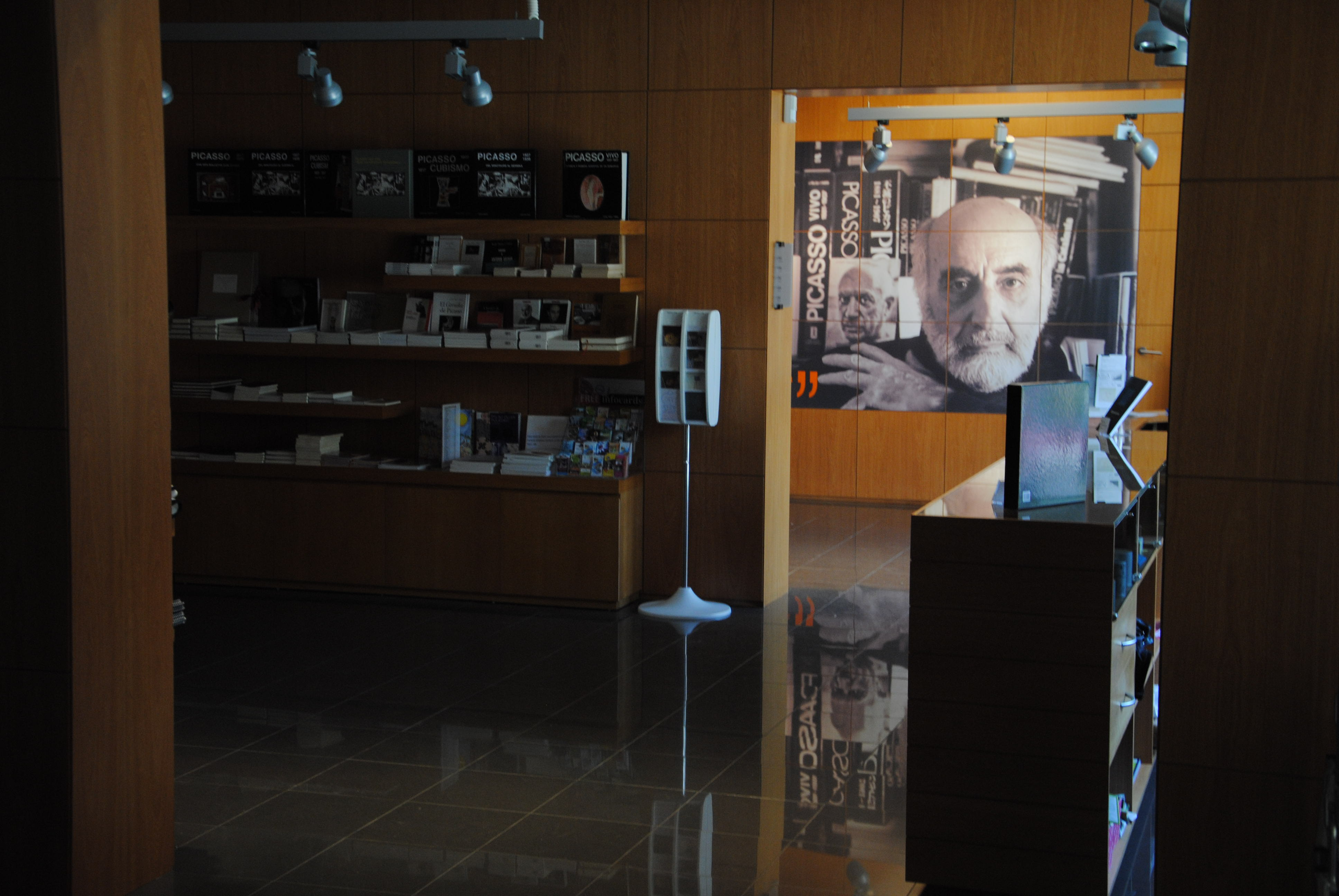
Vue de l'entrée de la Fondation Palau.